# Excidobates mysteriosus
Excidobates mysteriosus ist eine Froschart und eine von bisher drei bekannten Arten der Gattung Excidobates. Er wurde früher der Gattung Dendrobates zugeordnet.

## Merkmale

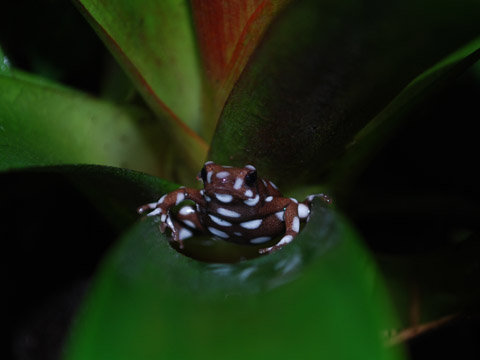
Exemplar in Wohnbromelie

Excidobates mysteriosus ist braun mit weißen Punkten und Streifen. Die Weibchen erscheinen leicht fülliger, jedoch ist der Unterschied erst beim Rufen der Männchen klar auszumachen. Die Männchen besitzen innere Schallblasen. Sie sind 29–34 mm groß.

## Lebensraum
Der Excidobates mysteriosus ist endemisch in Peru, wo er die Büsche der Regenwälder auf über 900 Meter über dem Meer besiedelt. Ihre Lebensräume befinden sich in Menschennähe, Abholzung, Brände und eine Schmuggelwelle in den 1990er Jahren hat bewirkt, dass es heute nur noch drei Gebiete in Peru gibt, in welchen die Population stabil ist. Die IUCN hat diese Reviere gekauft, um die Tiere und ihre Fortpflanzung besser beobachten zu können.

## Lebensweise
Excidobates mysteriosus bevorzugt als Lebensraum die Bromelienart Aechmea nudicaulis. In dieser sogenannten Wohnbromelie, welche die richtige Blattgröße mit entsprechend großen Trichtern zu haben scheint und die im Regenwald immer mit Wasser gefüllt ist, lebt er. Außerdem ist eine stabile Wassertemperatur innerhalb der Wassertrichter gewährleistet. 35 Grad Celsius bei Tag und 16 Grad Celsius bei Nacht sind die normale Durchschnittstemperatur dieser Regenwälder.

## Fortpflanzung
Die Tiere werden nach 10 beziehungsweise 12 Monaten geschlechtsreif. Die Männchen rufen recht laut und oft mit einem klapperschlangenähnlichen Ruf nach den Weibchen. Die Weibchen folgen den Männchen bereitwillig zu einem geeigneten Bromelientrichter und legen den Laich (4–8 Eier) ab. Bis es vom ersten Ruf schließlich zur Eiablage kommt, dauert es bis zu mehreren Stunden.

## Gift
Excidobates mysteriosus besitzt ein natürliches Hautgift, das vor Pilz- und Bakterienbefall schützen soll. Woher das Gift kommt, ist nicht ganz klar, man vermutet aber, dass es von der Ernährung im natürlichen Habitat kommt. In der Gefangenschaft verlieren die Tiere ihre Giftigkeit, insbesondere die Nachzuchten.
Das Hautgift der Frösche muss jedoch in die Blutlaufbahn, etwa in eine klaffend blutende Wunde gelangen, damit es wirksam wird.

## Schutzstatus
Excidobates mysteriosus wurde durch Rainer Schulte 1989 (Schulte 1990) wiederentdeckt. Das Ausbreitungsgebiet wird auf weniger als 5000 km² geschätzt. Er steht auf dem CITES Anhang II. Der IUCN Status ist EN Endangered (stark gefährdet).